# Museo Arqueológico de Eretria
El Museo Arqueológico de Eretria es un museo de Grecia ubicado en Eretria, en la isla de Eubea.

## Historia del museo
Un primer edificio del museo fue construido en 1961 pero la necesidad de un mayor espacio de exposición y conservación de los hallazgos que se producían en las excavaciones de la zona provocó la necesidad de la ampliación del mismo. Esto se llevó a cabo gracias a la financiación que proporcionó la Escuela de Arqueología Suiza y la colaboración del Servicio Arqueológico Griego. En 1990 se trasladaron al museo las esculturas del templo de Apolo Dafnéforo, que hasta entonces habían estado expuestas en el Museo Arqueológico de Calcis. La reestructuración del museo fue completada en 1991.

## Colecciones
El museo contiene una colección de objetos procedentes de yacimientos arqueológicos de la zona —destacan los de Eretria, Amarinto y Lefkandi— que abarcan periodos comprendidos entre la Edad del Bronce temprano y la época romana. 
Una sección está dedicada a la prehistoria; esta contiene hallazgos de los asentamientos de Xerópolis, Amarinto y Magula. Por otra parte, se exponen hallazgos de las necrópolis del periodo geométrico de Lefkandi y de Eretria. Otra sección dedicada a la historia de la ciudad de Eretria se divide en varias áreas temáticas que comprenden la vida cotidiana, las costumbres funerarias, las prácticas religiosas, el ocio y las competiciones atléticas. Otra sección contiene diversos elementos arquitectónicos y otra expone diversas inscripciones.
Entre los objetos más destacados se encuentran un centauro hallado en Lefkandi que es la representación de este animal mítico más antigua que se conoce, la escultura de Teseo y Antíope procedente del templo de Apolo Dafnéforo, un alabastrón de época micénica decorado con figuras de animales, un collar procedente de Lefkandi del periodo protogeométrico cuyos 53 colgantes muestran figuras sentadas, que sugiere contactos de la región con Fenicia y Chipre y un ánfora de figuras negras de 560 a. C. donde se representan una lucha de Heracles contra centauros y en el otro lado una «Potnia Theron».

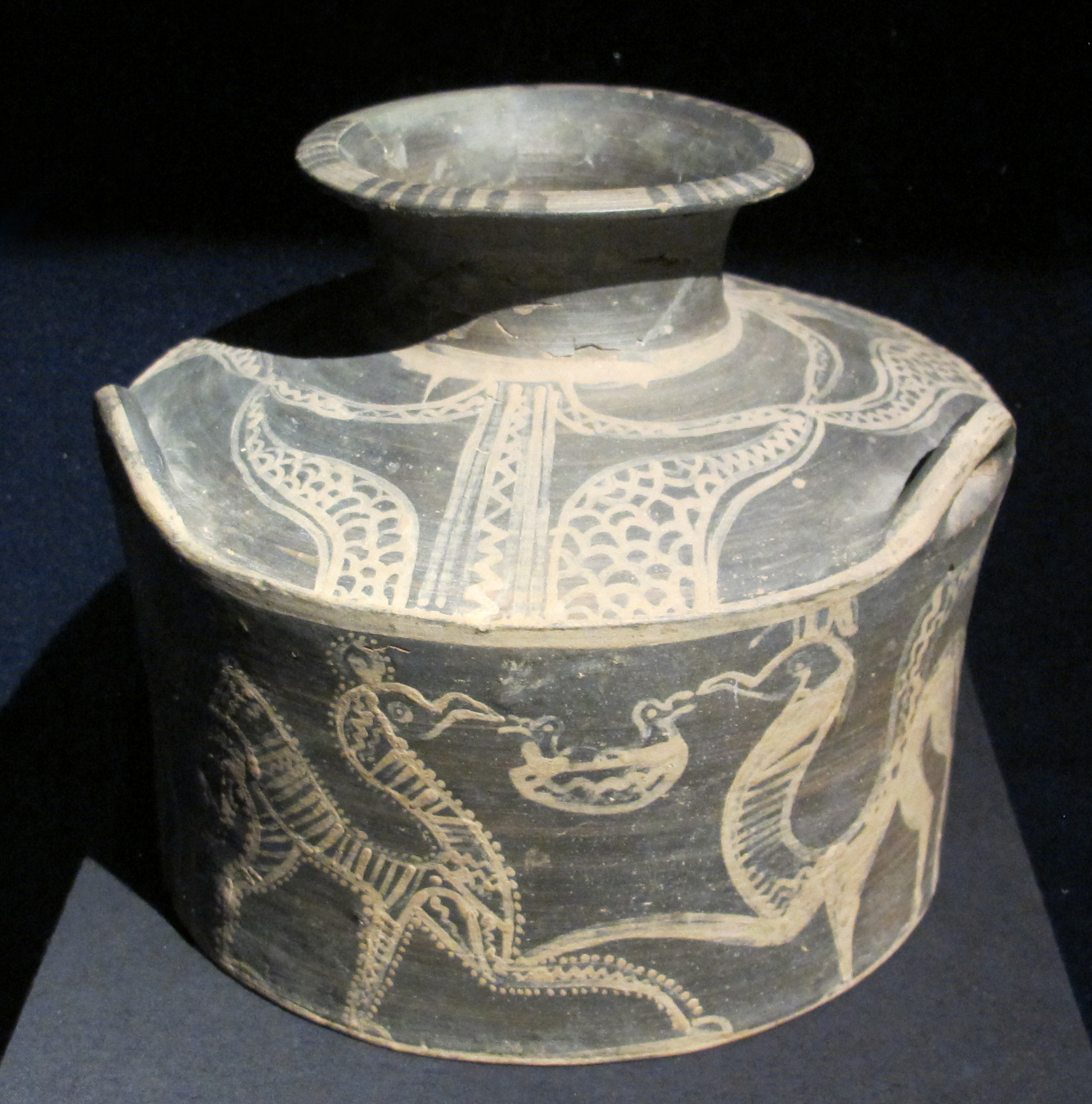
Alabastrón cilíndrico del periodo micénico donde se representan grifos, pájaros, una esfinge y ciervos.
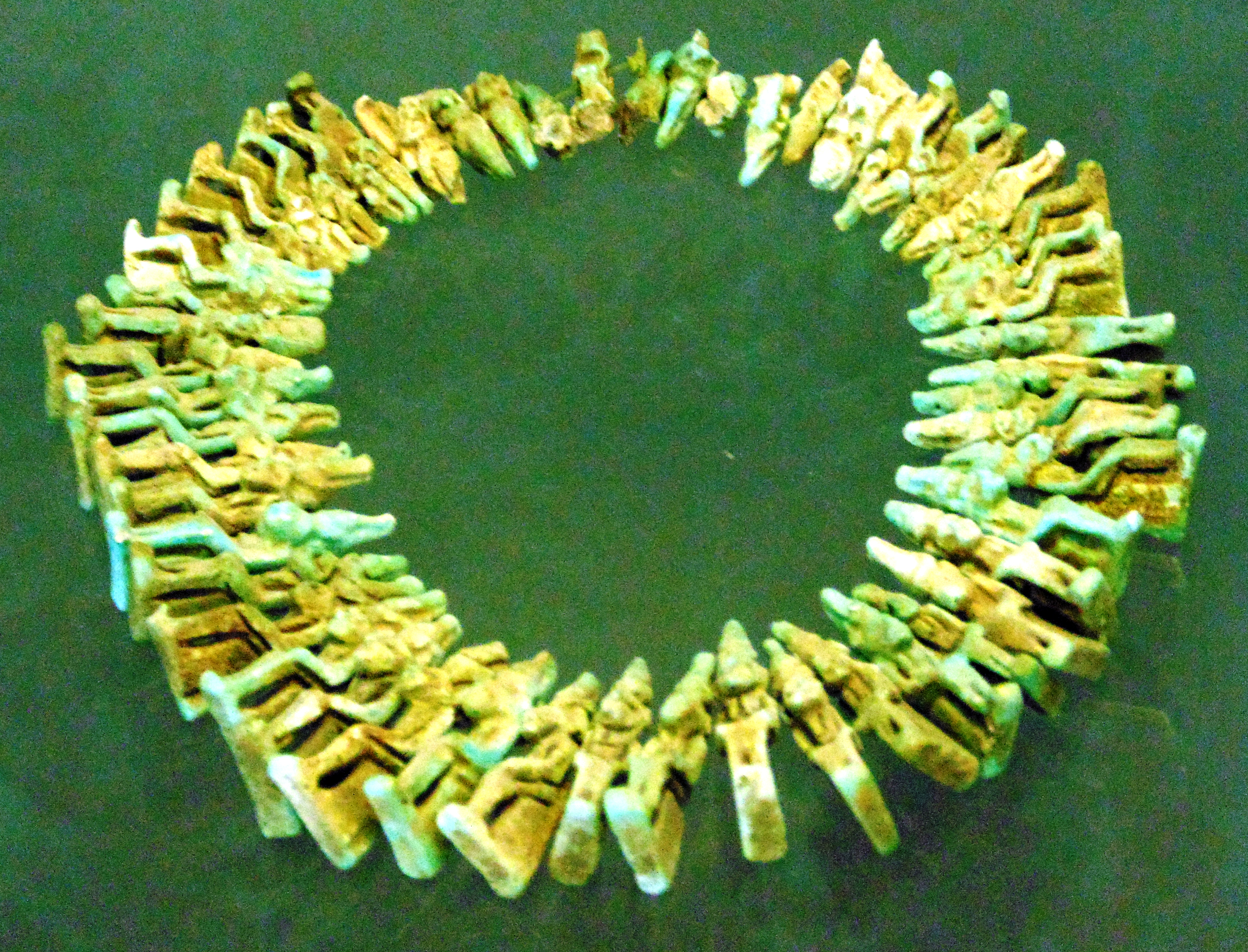
Collar del periodo protogeométrico.
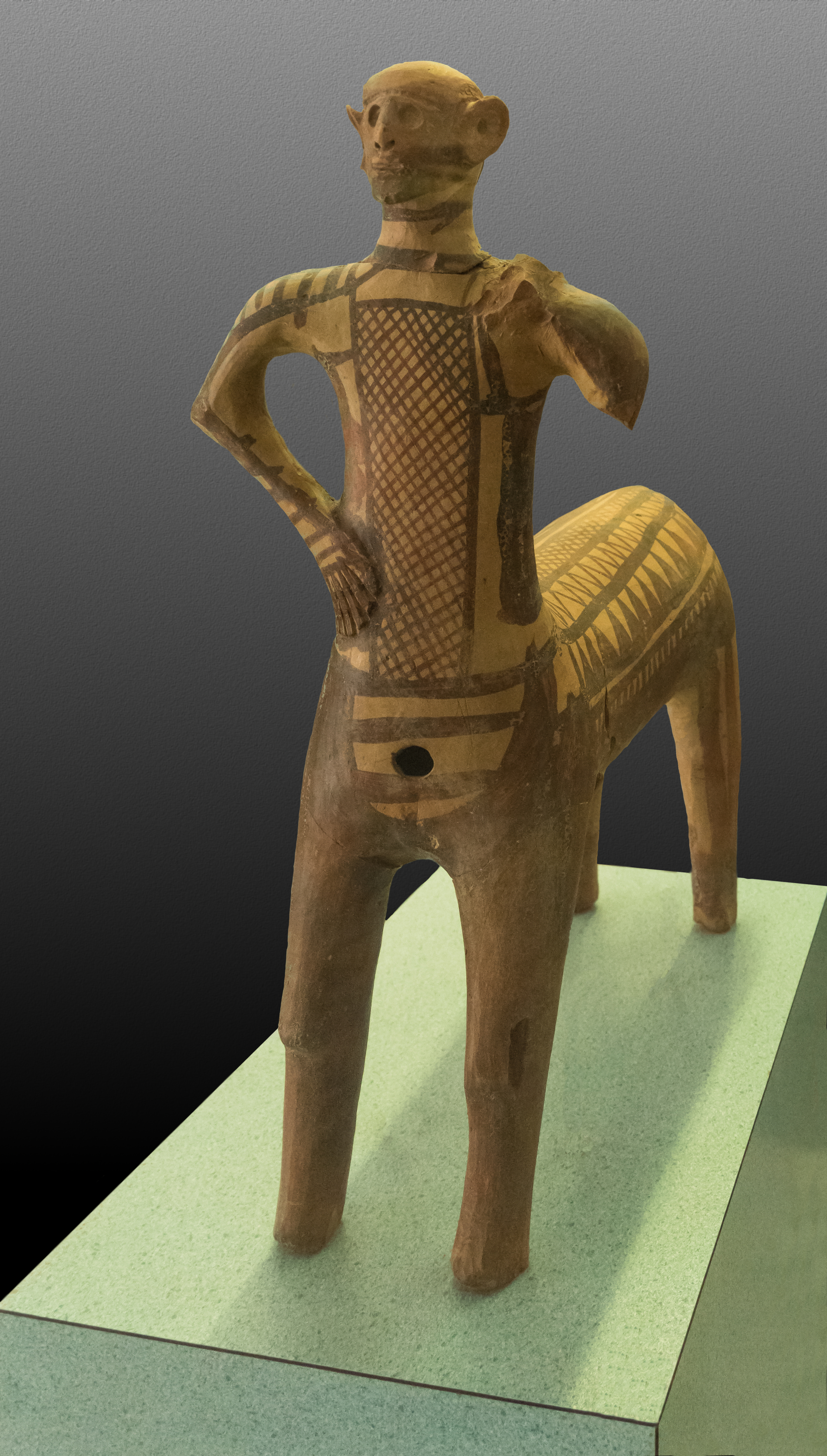
El centauro de Lefkandi, del periodo geométrico.
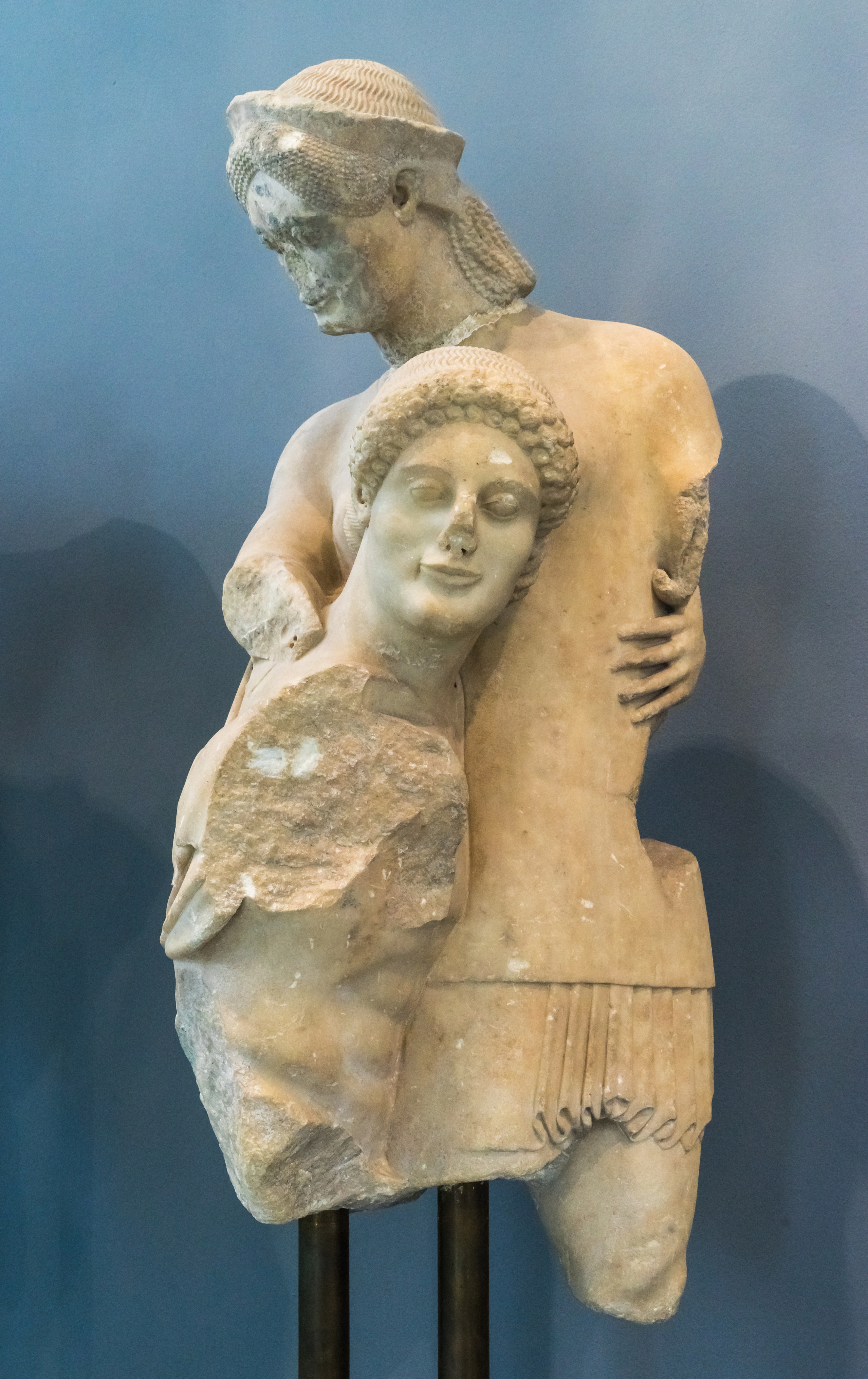
Teseo y Antíope, pieza escultórica procedente del templo de Apolo Dafnéforo de Eretria.
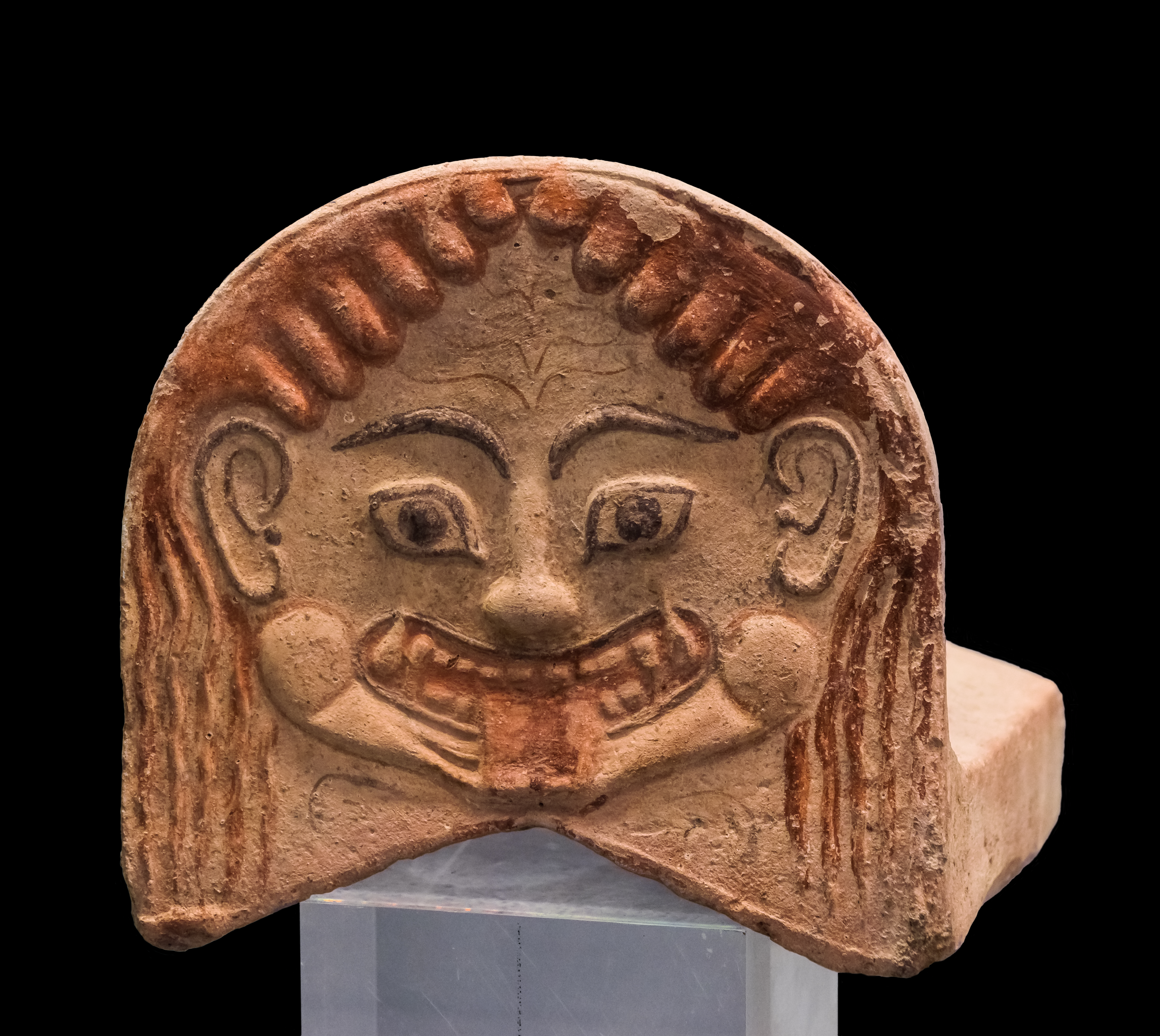
Cabeza de gorgona.